# Dáin
Dáinn (pronúncia nórdica antiga: [ˈdɑːenː], "morto") ou Dain é um personagem da mitologia nórdica. Principalmente os contos se relacionam com ele sendo um anão e em outros como o rei dos elfos
Seu nome é encontrado na espada Dáinsleif do rei Högni. É colocado com uma maldição que diz que sempre deve matar um homem quando for puxado..
Dain é o líder dos elfos da Luz no país de Alfheim. Seu nome é mencionado na Edda Poética nas "Máximas de Har", junto com o nome do deus supremo Odin.